# He (písmeno)
He (hebrejsky הא, הֵא‎, hovorově též užívaný název hej), podoba ה, je páté písmeno hebrejského písma. Jeho ekvivalentem ve fénickém písmu je 𐤄, ze kterého je odvozeno řecké epsilon (Εε). Vyslovuje se nejčastěji [h].
V jednom výkladu symboliky je he písmeno dalet (ד) a vav (ו) nespojený, k jejich spojení je pak potřeba činu. Čili he symbolizuje čin.
Další výklad uvádí he jakožto otevřené okno. K otevření okna je pak potřeba činu (otevření okna je zde myšleno metaforicky tzn. otevřít okno do své duše, okno k lidem atp.), he zde tedy symbolizuje opět čin.
He patří mezi písmena s proměnlivou šířkou, která lze v typografii použít pro dosažení oboustranně zarovnané sazby odstavce. Rozšířené he má v Unicode samostatný kód.
V písmu používaném v liturgických svitcích je písmeno he opatřeno jednou korunou.

## Užití v hebrejštině
V základě má zvukovou podobu neznělé glotální frikativy [h] nebo znělé glotální frikativy [ɦ] (znaky dle IPA), někteří mluvčí jej vyslovují jako ráz [ʔ], nebo jej dokonce nevyslovují vůbec. Nachází-li se na konci slova, typicky se nečte, ale má funkci naznačení samohlásky kamac ([a], [o]) nebo segol ([e]), v některých slovech i cholem ([o:]).
Písmeno he může být na konci slova opatřeno značkou mapik, což je tečka v písmeně podobná jako dageš. Mapikem označené he je plnohodnotnou souhláskou a mělo by být vysloveno; při nedostatečně pečlivé výslovnosti se však přesto často vypouští. Unicode má pro he s mapikem samostatný kód.
| Znak            | הּ                           | הּ                           | ﬣ                     | ﬣ                     |
| --------------- | --------------------------- | --------------------------- | --------------------- | --------------------- |
| Název v Unicodu | Hebrew letter he with mapiq | Hebrew letter he with mapiq | Hebrew letter wide he | Hebrew letter wide he |
| Kódování        | dec                         | hex                         | dec                   | hex                   |
| Unicode         | 64308                       | U+fb34                      | 64291                 | U+fb23                |
| UTF-8           | 239 172 180                 | ef ac b4                    | 239 172 163           | ef ac a3              |
| Číselná entita  | &#64308;                    | &#xfb34;                    | &#64291;              | &#xfb23;              |

### Gramatický význam
- Připojeno na začátek substantiva nebo adjektiva představuje člen určitý (הא הידיעה‎).
- Na začátku věty označuje otázku (הא השאלה‎).
- Připojeno na konec substantiva označuje směr (הא המגמה‎).
- Připojeno na konec substantiva a opatřeno mapikem představuje zájmennou (přivlastňovací) koncovku třetí osoby singuláru v ženském rodu.
- Přípojeno na konec adjektiva označuje singulár feminina.

## Číselný význam
V hebrejském systému číslic označuje číslo 5; u vyšších čísel může znamenat také 5000.

## Význam v židovské kultuře
He se dvakrát vyskytuje v tetragramu JHVH (יהוה), což je Boží jméno používané v hebrejské bibli. Jako značka pro Boží jméno se používá samotné he (případně opatřené gerešem 'ה), jehož napsání mimo liturgický text se zbožní židé vyhýbají.
Podle kabalistického spisu Sefer Jecira je he první ze skupiny dvanácti tzv. základních písmen a symbolizuje měsíc nisan a souhvězdí skopce.
He je jedno ze čtyř písmen umístěných na chanukovém drejdlu (hračka). 